# Cryptocarya myrtifolia
Cryptocarya myrtifolia är en lagerväxtart som beskrevs av Otto Stapf. Cryptocarya myrtifolia ingår i släktet Cryptocarya och familjen lagerväxter. Inga underarter finns listade i Catalogue of Life.